# Revista de Portugal
Há outras publicações "Revista de Portugal" e importa referenciar essa realidade. A título de exemplo lembremos a dirigida por D.J. de Souza Coutinho, que tem o seu primeiro número a 24 de Maio de 1919. Com 108 páginas, nela colaboram, entre outros, Stuart Carvalhaes, Luiz de Freitas Branco, Júlio Dantas, José Queiroz, Alfredo Pimenta ou Rocha Martins.
A Revista de Portugal foi uma revista fundada, em Coimbra, em 1937, por Vitorino Nemésio e secretariada, inicialmente, por Alberto de Serpa.
A primeira edição da revista data de outubro de 1937,.
A última edição data de novembro de 1940.
Publicação trimestral de literatura, ensaio, crítica, poesia, teve um grande impacto na cultura portuguesa na época. Contou, entre outros colaboradores, com José Régio, Miguel Torga, Adolfo Casais Monteiro, João Gaspar Simões, Delfim Santos, Sant'Anna Dionísio e José Marinho.
É através da Revista de Portugal que Vitorino Nemésio publica, pela primeira vez, alguns dos poemas de Bicho Harmonioso e Eu, comovido a Oeste, bem como alguma das páginas, em forma de conto, do que mais tarde viria a ser a sua principal obra em prosa Mau Tempo no Canal, publicada em 1944.